# Jean Le Tavernier
Jean Le Tavernier (ur. ?, zm. 1462 w Oudenaarde) – flamandzki miniaturzysta, iluminator aktywny w latach 1434–1462. Według dokumentów z 1460 roku był jednym z najwybitniejszych artystów flamandzkich XV wieku, mistrzem „historii malowanych w czerni i bieli”.

## Życie i działalność artystyczna
W 1434 roku został mistrzem gildii św. Jerzego w Tournai, gdzie mieszkał do ok. 1440. W 1454 roku był już mieszkańcem Oudenaarde. Od 1453 do 1460 pracował dla Filipa Dobrego; jednymi z pierwszymi jego pracami były dekoracje do „Święta bażanta” w Lille organizowanego przez księcia burgundzkiego. Udokumentowanymi pracami Taverniera są Kroniki Karola Wielkiego (Croniques et conquestes de Charlemaine) autorstwa Davida Auberta (1458-1460). Dwutomowy manuskrypt został wykonany na zlecenie Jeana de Créquy (jego nazwisko znajduje się w kolofonie pierwszego tomu). Pod koniec tworzenia dzieła prawdopodobnie zmienił się jego odbiorca, na kolofonie drugiego tomu pojawiło się nazwisko Filipa Dobrego. Według Antoniego Ziemby, kroniki od początku miały być darem Jeana de Créquy dla księcia. Niepodważalną atrybucję mają dekoracje, sto sześćdziesiąt pięć grisaille i dwie pełno-stronnicowe miniatury, do Godzinek Filipa Dobrego oraz iluminacje do manuskryptu Livre de Godeffroy de Buillon Przypisuje mu się również wielobarwne iluminacje do Brewiarza Filipa Dobrego wykonane wraz z Willemem Vrelantem oraz iluminacje wykonane techniką lawowanego rysunku inkaustowego do dzieł Jeana Miélota Traite sur l’oraison dominicale i Avis pour faire le passage d’outremer, oba w tłumaczeniu Jeana Miélota. W 1458 roku ożenił się z nieślubną córką Arend Cabillau, Jorine.

## Styl
Jean Le Tavernier wzorował się na wczesno-tablicowych artystach niderlandzkich z czasów Campina, van Eycka czy Petera Christusa.

Tavernier tworzył rozległe i głębokie przestrzenie, w których sugestywnie umieszczał figury, meble, przedmioty; w scenach na wolnym powietrzu budował plany motywami budowli i pejzażu. Scenerię tę zaludniał wieloma, raczej małymi, silnie poruszonymi figurami

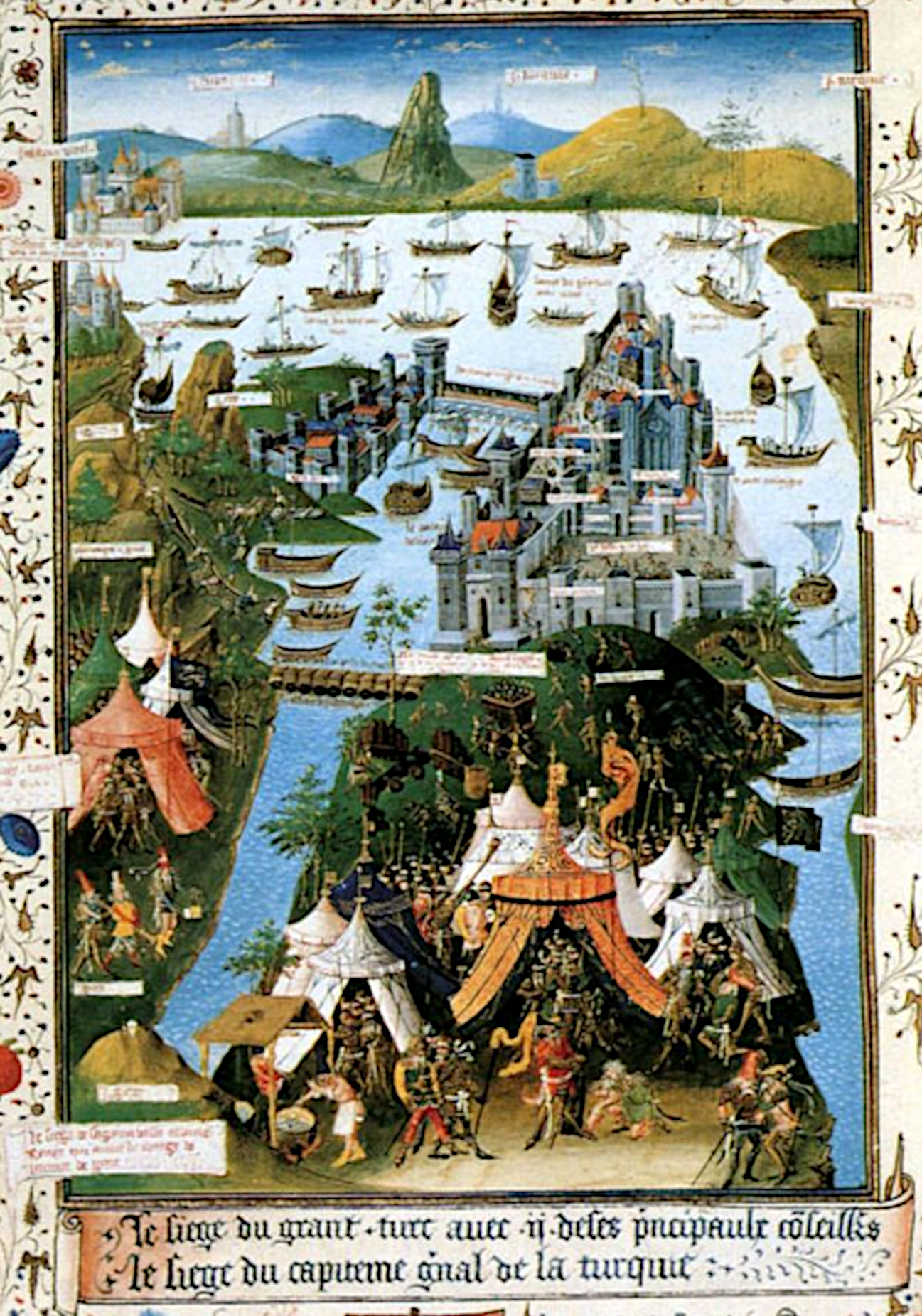
Iluminacja z Avis directif pour faire le passage d’Outremer

.